# Bandera del Sudan
La bandera nacional del Sudan (àrab: علم السودان, ʿalam as-Sūdān) va ser adoptada el 20 de maig de 1970. És una bandera dividida en franges horitzontals de la mateixa mida. La franja superior és de color vermell, la central és blanca i la inferior negra. En el costat més pròxim al pal figura un triangle de color verd.
El vermell, el blanc, el negre i el verd s'anomenen colors panàrabs i han estat històricament vinculats al poble àrab i a la religió islàmica durant segles. Els colors representen la unitat i la independència àrabs. La franja vermella representa la lluita del Sudan per la independència i moltes altres lluites, i els sacrificis dels màrtirs del país. El blanc representa la gent, la llum i l'optimisme. També representa la Lliga Bandera Blanca que va ser un grup nacionalista que es va aixecar contra el domini colonial el 1924. El negre representa el Sudan; en àrab, 'Sudan' significa 'terra dels negres'. També representa la bandera negra dels nacionalistes que van lluitar contra el domini colonial durant la revolució mahdista, a finals del segle xix. El verd representa l'Islam, l'agricultura i la prosperitat de la terra.
Fins al cop militar encapçalat per Gaafar Nimeiry que va tenir lloc el 1969, la bandera del Sudan era de color blau, groc i verd. Anys abans de la independència del Sudan del Sud, però, ja es considerava només l'estendard de la regió nord del país. Sudan del Sud havia adoptat una nova bandera, l'actual, amb un triangle blau a l'asta i una estrella groga en l'interior, a més d'una franja negra, una bordeus i una altra verda, totes horitzontals, separades entre elles per dues fines franges blanques.

## Construcció i dimensions

Plantilla de construcció de la bandera.

### Colors
| Model de color | Verd        | Vermell     | Blanc         | Negre     |
| -------------- | ----------- | ----------- | ------------- | --------- |
| CMYK           | 100-0-64-55 | 0-92-75-18  | 0-0-0-0       | 0-0-0-100 |
| RGB            | 0, 114, 41  | 210, 16, 52 | 255, 255, 255 | 0, 0, 0   |
| HTML           | #007229     | #D21034     | #FFFFFF       | #000000   |

## Altres banderes

Antiga bandera (1956-1970)
La bandera del Sudan del Sud